# Достоевский, Андрей Андреевич
Андре́й Андре́евич Достое́вский (3 апреля 1863, Екатеринослав — 13 сентября 1933, Ленинград) — российский учёный-географ. Сын А. М. Достоевского, младший брат Александра Андреевича Достоевского, племянник писателя Ф. М. Достоевского. Действительный статский советник.

## Биография
Окончил Ярославскую гимназию (1884) и историко-филологический факультет Санкт-Петербургского университета (1888). В 1889 году отбывал воинскую повинность.
С 1890 году работал в Центральном статистическом комитете Министерства внутренних дел. Занимался разработкой форм статистических отчетов, материалов по статистике народонаселения, инструкций по проведению первой Всероссийской переписи населения.
Командировался в Туркестан для проведения переписи кочевников.
С 1893 года — действительный член Русского Географического общества.
Принимал участие в издании труда П. П. Семенова-Тян-Шанского «История полувековой деятельности Русского географического общества 1845—1896».
С 1903 года — секретарь Русского географического общества, на посту которого был 12 лет, руководил организацией многих научных экспедиций и заведовал хозяйством общества.
С 1903 по 1913 год редактировал «Известия Общества» и другие издания общества.
С 1906 по 1917 год работал в Министерстве народного просвещения по разработке статистических материалов для школ. Автор многих работ по статистике и географии, в том числе «П. П. Семенов-Тян-Шанский как исследователь, географ и статистик» в издании «Памяти П. П. Семенова-Тян-Шанского» (Петроград, 1914). Был награждён орденом Св. Анны 2-й степени.
Работал в Статистическом отделе Центральной управы Петроградского продовольственного Совета (1918), Комиссариате земледелия Союза коммун Северной области (1918—1919), Петроградском Губернском отделе статистики (1919—1920), Главном горном управлении (1920—1921).
С мая 1920 года занимал должность помощника начальника отдела распределения топлива населению Петротопа.
С сентября 1921 года по ноябрь 1923 года служил на Мурманской железной дороге, работал специалистом по обследованию и обработке материалов экономико-статистического отдела, статистиком в колонизационном отделе.
С 1 июля 1925 года — ученый-хранитель Пушкинского Дома Академии наук СССР.
В 1928 году — автор-составитель биографического очерка к труду «Петр Петрович Семенов-Тян-Шанский. Его жизнь и деятельность. Сборник статей по поводу столетия со дня его рождения, составленный по поручению Совета РГО. Под ред. действ, чл. А. А. Достоевского».
Приложил много усилий по первому изданию мемуаров своего отца «Воспоминания А. М. Достоевского» (Ленинград, 1930), выступив редактором и автором вступительной статьи публикации. По мнению Д. А. Достоевского (правнука Ф. М. Достоевского), это был «главный завет его жизни».
В ноябре 1930 года был арестован по Академическому делу директора Пушкинского дома С. Ф. Платонова. Д. А. Достоевский писал: «Андрею Андреевичу были инкриминированы некие разговоры на квартире у академика Тарле. <…> За четыре года после беседы он только дважды побывал у академика, но это признание было кем-то в деле отчеркнуто красным карандашом и, по-видимому, послужило основанием к вынесению приговора. Он получил пять лет концлагерей с конфискацией имущества, и был отправлен на Соловки». В 1965 году С. В. Белов записал рассказ внука писателя Андрея Федоровича Достоевского, согласно которому Андрей Андреевич получил максимальный в то время срок 10 лет и был отправлен на строительство Беломорско-Балтийского канала. В мае 1931 года благодаря вмешательству А. В. Луначарского и М. И. Калинина выпущен на свободу.
Последние три года жизни А. А. Достоевский работал в Гидрологическом институте.
Похоронен на Смоленском православном кладбище, вместе с родственницей Варварой Андреевной Савостьяновой (ур. Достоевской).